# Telecom Italia Mobile
TIM (акронім від Telecom Italia Mobile) — велика італійська телекомунікаційна компанія. Штаб-квартира знаходиться в Мілані.
Заснована в 1964 році як державна телекомунікаційна компанія під назвою SIP. Наприкінці 1990-х років була приватизована.
В Італії, Німеччині, Франції, Сан-Марино і Нідерландах компанія надає телефонні та інтернет-послуги під брендом Alice.

## Власники та керівництво
Найбільший акціонер (17,99 %) Telecom Italia — холдинг Olimpia, на 80 % підконтрольний італійському індустріального холдингу Pirelli. Сама Telecom Italia володіє 0,94 % власних акцій, 81,07 % що залишилися — розподілені між італійськими (52,79 %) та іноземними (28,28 %) інвесторами.

## Діяльність
Telecom Italia надає послуги мобільного (під маркою Telecom Italia Mobile) та фіксованого зв'язку, доступу в інтернет. Компанії належать пакети акцій у компаніях Telecom Argentina і Telecom Personal (Аргентина), Hansenet (Німеччина), BB Ned (Нідерланди) та ін. Разом з Telecom Italia Media контролює три італійських телемережі: La7, MTV Italia і FLUX.
Чисельність персоналу — 77825 осіб (2008). Виручка в 2008 році — $ 45,1 млрд.